# Čestmír Loukotka
Čestmír Loukotka (12-11-1895 — 13-4-1966) fue un destacado lingüista nacido en Checoslovaquia.

## Carrera
Loukotka propuso una clasificación de las lenguas de América del Sur basada en numerosos trabajos previos. Dicha clasificación contenía una importante cantidad de material inédito y superaba con mucho todas las clasificaciones previas. 
La clasificación de Loukotka dividió a las lenguas de América del Sur y las Antillas en 77 familias diferentes, y se basó en las similitudes de vocabulario de los materiales y listas disponibles hasta 1967. Su clasificación de 1968 es la más influyente y se basó en dos esquemas clasificatorios previos (1935, 1944) que eran similares a la clasificación propuesta por Rivet, aunque elevaban el número de familia a 94 y 114 familias, y sólo posteriormente Loukotka relacionó varias de estas familias en un esquema en que se proponían parentescos entre algunas reduciendo así el número de familias a 77.